# Războinicii (film)
Războinicii (în engleză The Warriors) este un film din 1979 regizat de Walter Hill. Bazat pe romanul cu același nume al lui Sol Yurick din 1965, a fost lansat în Statele Unite la 9 februarie 1979. Filmul se concentrează pe o bandă de stradă fictivă (Războinicii) din orașul New York, care trebuie să facă o călătorie urbană de 48 km, de la capătul de nord al Bronxului până la teritoriul lor din Coney Island din sudul Brooklynului, după ce sunt acuzați pentru uciderea unui lider de bandă respectat. 
După primele raportări de vandalism și violență, Paramount și-a oprit temporar campania publicitară și i-a absolvit pe proprietarii de cinematografe de obligația de a rula filmul. În ciuda primirii sale inițial negative, The Warriors a devenit de atunci un film idol și a fost reevaluat de criticii de film. Filmul a dat naștere mai multor spin-off-ui, inclusiv jocuri video și o serie de benzi desenate. 

## Distribuție
- Michael Beck - 'Swan'
- James Remar - 'Ajax'
- Deborah Van Valkenburgh - 'Mercy'
- Marcelino Sánchez - 'Rembrandt'
- David Harris - 'Cochise'
- Tom McKitterick - 'Cowboy'
- Brian Tyler - 'Snow'
- Dorsey Wright - Cleon
- Terry Michos - 'Vermin'
- David Patrick Kelly - Luther
- Roger Hill - Cyrus
- Edward Sewer - Masai
- Lynne Thigpen -   D.J.
- Thomas G. Waites - 'Fox